# Bakr Bin Laden
Bakr bin Laden es el presidente con sede en Jedda del Grupo Saudí Binladin, y medio hermano del hombre más buscado por terrorismo Osama bin Laden.
Es el mayor traficante de influencias y negocios en la capital saudita, Bakr procurar pasar desapercibido: " Tenemos un alcalde y todas las clases de políticos. Pero el realmente la regla del jefe de Jedda es Bakr bin Laden, " dice un informador para un reportaje reciente para la revista alemana "Der Spiegel" quien estuvo de acuerdo con hablar, sólo en la condición de anonimato. " Pero Bakr nunca es visto en público, él de vez en cuando va al Intercontinental el Hotel para la cena - por lo general con el hijo de Osama Abdullah-- he has the entire restaurant closed."